# آزابو-ناگاساکاچو
آزابو-ناگاساکاچو (به لاتین: Azabu-Nagasakachō) یک منطقهٔ مسکونی در ژاپن است که در میناتو-کو، توکیو واقع شده‌است. آزابو-ناگاساکاچو ۲۳۷ نفر جمعیت دارد.